# مسابقات جهانی ورزشی ناشنوایان
مسابقات جهانی ورزش ناشنوایان رقابت هایی است که به صورت سالانه و دوسالانه در رشته های مختلف ورزش های تابستانی و زمستانی توسط کمیته بین‌المللی ورزش ناشنوایان سازمان دهی و برگزار می شود.